# Le Plate
Le Plate est un lieu-dit de l'île de La Réunion, département d'outre-mer français dans le sud-ouest de l'océan Indien. Il constitue un quartier de la commune de Saint-Leu.